# 21 a. C.

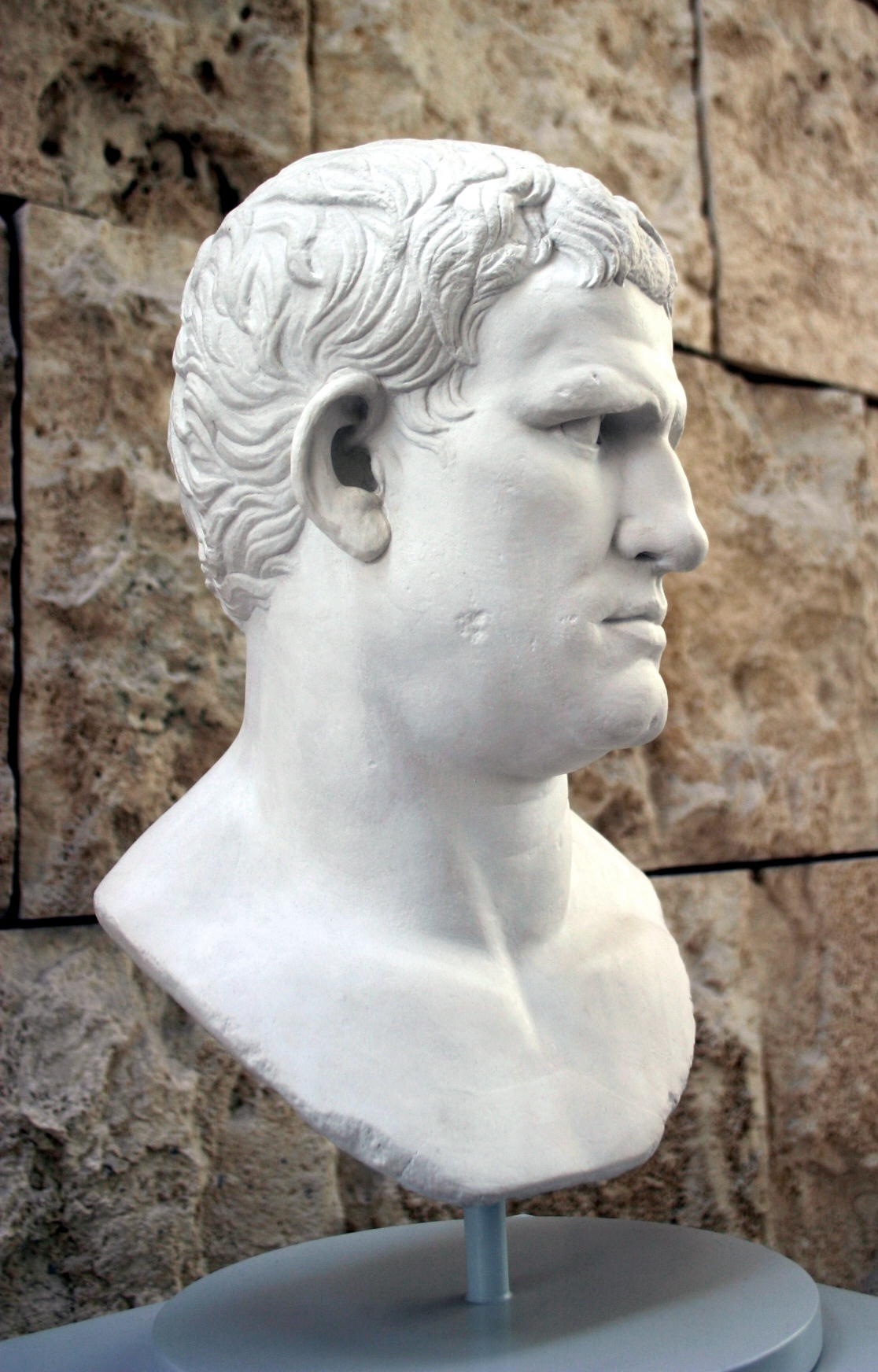
Imagen del general Marco Vipsanio Agripa.

El año 21 a. C. fue un año común comenzado en lunes, martes o miércoles, o un año bisiesto comenzado en martes (las fuentes difieren) del calendario juliano. También fue un año bisiesto comenzado en domingo del calendario juliano proléptico. En aquella época, era conocido como el Año del consulado de Lolio y Lépido (o menos frecuentemente, año 733 Ab urbe condita).

## Acontecimientos
- Marco Vipsanio Agripa se divorcia de Claudia Marcela la Mayor y se casa con Julia, hija de Augusto y viuda de Marco Claudio Marcelo.
- Augusto envía una colonia a Siracusa.
- Marco Lolio es  elegido cónsul de Anatolia.
- Liga de los Laconios Libres, koinón creada bajo el emperador Augusto.
- Gitión es incluida dentro de la confederación de ciudades libres de Laconia por Augusto.
- Cayo Furnio se convierte en prefecto de la Hispania Citerior.

## Nacimientos
- Nevio Sutorio Macrón, Prefecto del Pretorio desde 31 hasta su muerte en 38 d. C.